# Ту-119
Ту-119 — проект самолёта-летающей лаборатории (атомолёта) для натурных испытаний турбовинтовых двигателей с теплообменниками и ядерным реактором на борту.

## История
12 августа 1955 года вышло Постановление СМ СССР о начале работ и исследований в области создания ядерной авиационной силовой установки (ЯСУ). Планировалось через 20-30 лет выйти на постройку полноценных боевых самолётов с ЯСУ различного класса и назначения. В соответствии с постановлением, работы по проектированию ЯСУ выполнялись в КБ Н. Д. Кузнецова и в КБ А. М. Люльки. Самолёты проектировались в КБ А. Н. Туполева и КБ В. М. Мясищева. Работы по авиационному реактору выполнялись в Курчатовском институте под руководством академика А. П. Александрова.

## Описание
На первом этапе работ создавался наземный стенд для отработки самолётной ядерной силовой установки. 28 марта 1956 года вышло Постановление СМ СССР, в соответствии с которым начались работы по проектированию и созданию летающей лаборатории в КБ Туполева. В качестве базового решили использовать стратегический бомбардировщик Ту-95М. Было решено переделать самолёт для исследования влияния работающего ядерного реактора на оборудование и аппаратуру самолёта, для изучения вопросов биологической защиты экипажа и для получения опыта эксплуатации ядерного реактора на борту летательного аппарата.
В 1958 был готов наземный стенд и самолёт Ту-95ЛАЛ (заказ 247) с ядерным реактором в грузоотсеке. Реактор был оснащён гидравлическими подъёмниками для удобства обслуживания. Первый пуск реактора наземного стенда был произведён на семипалатинском полигоне в 1959 году. Самолёт был переоборудован к 1961 году и с мая по август было выполнено 34 полёта.
Выполнялись полёты как с горячим, так и с холодным реактором. В основном, проверялась биологическая защита кабины экипажа. По результатам испытаний было решено продолжать работы по данной теме. Начались работы по проектированию экспериментальной машины «119».
На Ту-119 предполагалось установить два внутренних ТВД с теплообменниками типа НК-14А и два внешних — штатные НК-12М. К началу 70-х годов планировалось начать лётные испытания самолёта. Следующим этапом планировалось создать полноценный боевой самолёт противолодочной обороны с ЯСУ — четырьмя НК-14А. Предполагалась большая длительность полёта, ограниченная только возможностями экипажа.
Экипаж и экспериментаторы располагались в передней герметической кабине, где был установлен датчик, фиксирующий излучение. Кабина была защищена экраном из свинца. Второй датчик был установлен в районе грузоотсека, где располагалась боевая нагрузка. Третий датчик находился в задней кабине. В средней части фюзеляжа располагался отсек с реактором с мощной защитной оболочкой.
Примерно в это же время исследованиями по самолётам с ЯСУ занимались и в США. Как и в СССР, проводились полёты с работающими реакторами на борту. Но, приблизительно в одно время, в начале 1960-х годов все работы по ЯСУ атмосферных летательных аппаратов были прекращены. Одной из возможных причин прекращения работ является тот факт, что в случае авиакатастрофы последствия от падения летательного аппарата с ядерным реактором на борту были бы катастрофичными.

## Тактико-технические характеристики
Приведены данные Ту-95ЛАЛ.
Источник данных: Gordon Y, Davison P, 2006, p. 39

Технические характеристики
- Экипаж: 9
- Длина: 46,17 м
- Размах крыла: 50,04 м
- Высота: 12,5 м
- Площадь крыла: 283,7 м²
- Нормальная взлётная масса: 145 000 кг
- Посадочная масса: 110 000 кг
- Масса реактора: 39 000 кг
- Силовая установка: 4 × ТВД НК-12М
- Мощность двигателей: 4 × 15 000 (4 × 11 185)

Лётные характеристики
- Крейсерская скорость: 750-800 км/ч
- Практическая дальность: 4 700 км